# Attentato alla sinagoga di Roma
L'attentato alla sinagoga di Roma avvenne il 9 ottobre 1982 e fu condotto da un commando di cinque terroristi di origine palestinese, facenti parte del Consiglio Rivoluzionario di al-Fatah di Abu Nidal. L'attentato, definito il più grave atto antisemita avvenuto in Italia a partire dal secondo dopoguerra, causò la morte di Stefano Gaj Taché (2 anni) e il ferimento di altre 37 persone.

## Dinamica dell'attentato
L'attentato avvenne alle 11:55 di sabato 9 ottobre 1982, giorno in cui si celebravano contemporaneamente lo shabbat, il bar mitzvah di alcune decine di adolescenti della comunità ebraica romana e lo Shemini Atzeret, a chiusura della festa di Sukkot. Si stima che nel Tempio fossero presenti almeno 300 persone, fra cui almeno una cinquantina di minorenni con le rispettive famiglie.
I cinque terroristi, vestiti in maniera elegante, camminarono con calma fino all'obiettivo. Tre si disposero in modo da poter bloccare tutte e tre le potenziali vie di fuga di via Catalana, su cui si affaccia l'uscita posteriore della sinagoga, mentre gli altri due si posizionarono davanti all'ingresso principale dell'edificio, posto su via del Tempio. Secondo le ricostruzioni, un agente di sicurezza impiegato dalla comunità ebraica chiese a due componenti del commando di identificarsi. Questi risposero lanciando almeno tre bombe a mano e successivamente aprendo il fuoco con i mitra sulla folla. L'aggressione durò circa cinque minuti, e successivamente gli attentatori furono visti fuggire a bordo di una Volkswagen rossa e di una Austin bianca.
L'unica vittima dell'attentato fu un bimbo di 2 anni, Stefano Gaj Taché, colpito a morte da una scheggia di una bomba a mano. 40 persone furono ferite, fra cui i genitori ed il fratello della vittima, Gadiel Gaj Taché (4 anni), quest'ultimo colpito alla testa ed all'addome.

## Reazioni
L'attentato avvenne dopo cinque mesi dall'inizio della guerra del Libano, un periodo in cui gli ebrei in ogni parte del mondo si trovavano sotto accusa per l'invasione israeliana del Libano meridionale e per la conseguente strage di Sabra e Shatila, perciò la comunità ebraica a Roma si sentiva attorniata da un clima ostile, in via Garfagnana era stato affisso uno striscione con la scritta «Bruceremo i covi sionisti» ed una bara era stata deposta davanti alla sinagoga durante un corteo della CGIL.
Da notare anche come questo attentato sia stato compiuto dopo una serie di uccisioni e attentati, compiuti da agenti del Mossad, avvenuti a Roma ai danni di attivisti, intellettuali e politici palestinesi.
Il 7 giugno del 1982, furono uccisi due militanti palestinesi. Uno Nazim Mathar, di 20 anni e giornalista del quotidiano “Al Amba” venne assassinato a colpi di pistola sotto casa in via  Tranvaglia a Montesacro. L’altro, Kamal Youssef Hussein, vice responsabile dell’Olp in Italia, dilaniato dalla bomba posta nella sua automobile nel quartiere Appio-Latino. 
L’8 ottobre 1981, all’Hotel Flora di Roma il Mossad aveva ucciso con una bomba il dirigente palestinese Majed Abu Sharar e nove anni prima – 16 ottobre 1972 sempre a Roma – aveva ucciso sotto casa a colpi d’arma da fuoco l’intellettuale palestinese Wael Zwaiter.
Subito dopo l'attacco, si registrarono reazioni durissime da parte della comunità ebraica: un giornalista de l'Unità fu costretto a rifugiarsi in un edificio vicino, insultato dalla folla. Sul posto arrivò subito l'allora Presidente del Consiglio Giovanni Spadolini a offrire la propria vicinanza all'allora rabbino capo della comunità ebraica romana Elio Toaff. Spadolini fu accolto con favore dalla folla di presenti come l'unico, assieme a Marco Pannella a non aver ricevuto Arafat (con riferimento alla visita di qualche giorno prima del leader palestinese in Italia, che incontrò il Presidente della Repubblica Sandro Pertini, il sindaco di Roma Ugo Vetere e papa Giovanni Paolo II). Il rabbino Toaf invitò Pertini a non presenziare i funerali.
Due giorni dopo l'attentato il consigliere comunale romano Bruno Zevi pronunciò un famoso discorso in Campidoglio (che venne pubblicato integralmente il giorno seguente sulle pagine de Il Tempo) a nome della comunità ebraica, davanti al sindaco di allora Ugo Vetere. Zevi parlò dell'antisemitismo diffuso, accusò il Ministero dell'interno di «non aver apprestato dispositivi difensivi nel ghetto ed intorno alla sinagoga, malgrado fossero stati insistentemente richiesti» notando un'Italia «che manda i suoi bersaglieri in Libano per proteggere i Palestinesi, ma non protegge i cittadini ebrei italiani», criticò il Vaticano «per il modo pomposo in cui ha ricevuto Arafat», i politici ed i media «che salvo rare eccezioni hanno distorto fatti ed opinioni». Alla fine del suo discorso Zevi disse: «L'antisemitismo è esistito per duemila anni, non dal 1948, dalla proclamazione dello Stato d'Israele. Non crediamo all'antisionismo filosemita: è una contraddizione in termini».

## Indagini
Nei giorni successivi all'attentato, l'atto venne attribuito al Consiglio rivoluzionario di al-Fath guidato da Abu Nidal, responsabile di numerosi attentati contro obbiettivi ebraici in Italia ed in Europa lungo gli anni ottanta. Una rivendicazione da parte di sedicenti "Brigate Rosse-OLP" non fu giudicata attendibile dagli inquirenti.
A oggi si conosce l'identità solo di uno degli attentatori, Osama Abdel Al Zomar, arrestato il 20 novembre 1982 mentre cercava di passare il confine fra Grecia e Turchia portando con sé un carico di esplosivo. In seguito all'arresto, ulteriori riscontri condotti dalla polizia e la testimonianza della sua fidanzata italiana portarono a identificarlo come uno dei componenti del commando.
Al Zomar scontò una condanna per traffico di armi in Grecia, al termine della quale, nonostante le richieste di estradizione avanzate dall'Italia, fu lasciato libero. Zomar riparò in Libia, dove risulta sia rimasto fino alla caduta del regime di Gheddafi. Nel 1991 fu condannato in contumacia per strage dalla corte d'appello di Roma.
Uno dei principali collaboratori di Abu Nidal fu arrestato in Svizzera nel mese di settembre (quindi prima dell'attentato), ma la notizia fu resa nota solo a metà ottobre, perché si sospettò che l'arrestato fosse fra gli ideatori di questo e altri attacchi contro luoghi e istituzioni ebraiche.

## Memoriale
Il 7 ottobre 2007 fu celebrata la nuova intestazione del piazzale sul luogo dell'attentato (situato all'incrocio fra via del Tempio e via Catalana) al piccolo Stefano Gaj Taché, in presenza del sindaco Walter Veltroni.
Il 3 febbraio 2015, durante il messaggio al parlamento seguito al giuramento per l'elezione a Presidente della Repubblica, Sergio Mattarella ha ricordato l'attentato con le parole:
()